# Mésophylle
Ne doit pas être confondu avec mésophile ou mésophyte.

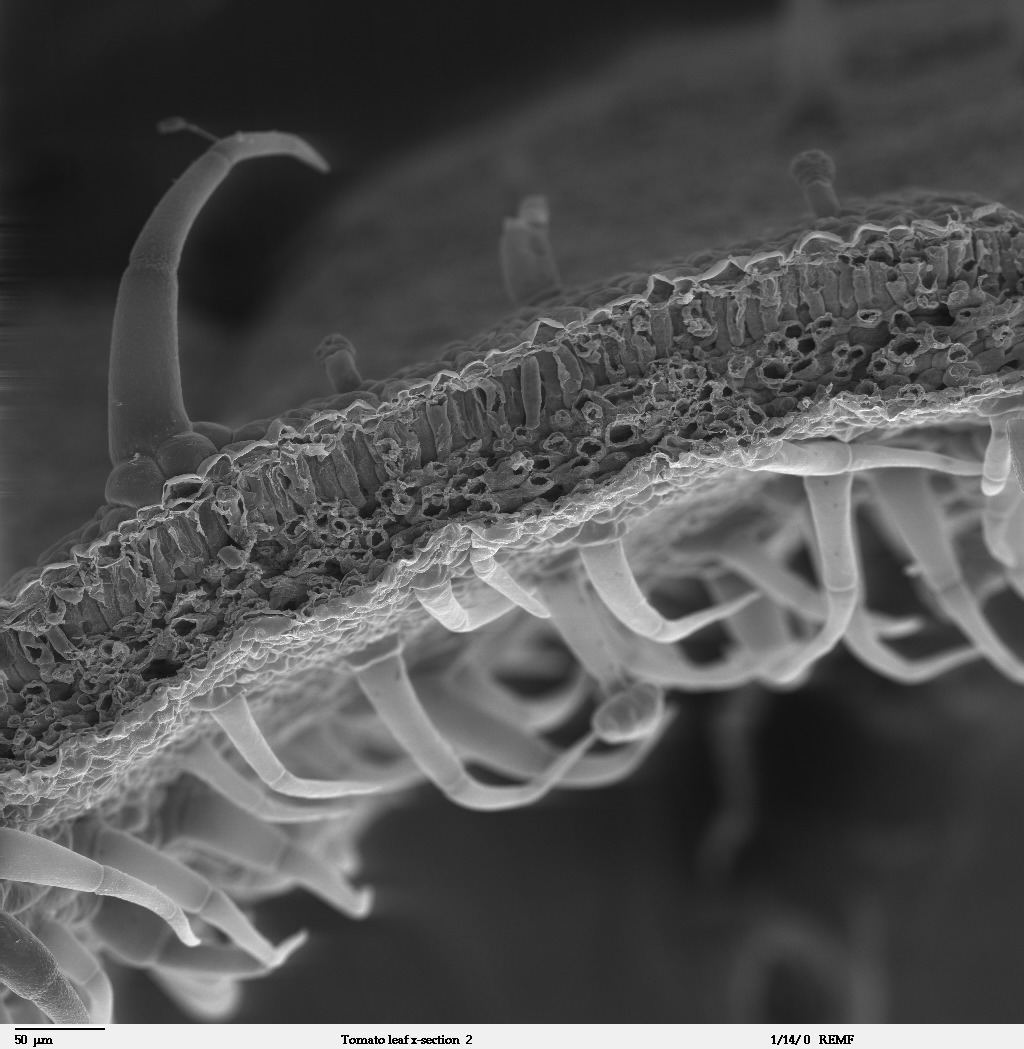
Section d'une feuille de tomate (Lycopersicon esculentum) au MEB.
De haut en bas : épiderme supérieur, mésophylle constitué d'une strate de parenchyme palissadique et une strate de parenchyme lacuneux, et épiderme inférieur portant de nombreux trichomes.

Le mésophylle est la partie interne d'une feuille. Constitué de parenchyme chlorophyllien (chlorenchyme) (ou parenchyme assimilateur), c'est le siège principal de la photosynthèse. Il est recouvert par l'épiderme et parcouru par un réseau de nervures et de faisceaux conducteurs plus fins. De nombreux espaces intercellulaires forment un réseau permettant la circulation des gaz et les échanges avec l'air ambiant par l'intermédiaire des stomates (principalement O2, CO2, et vapeur d'eau). Ce système aérifère peut être très étendu et représenter dans certains cas jusqu'à 70 % du volume foliaire.
Dans le cas typique (la plupart des eudicotylédones), les feuilles sont aplaties et portées plus ou moins horizontalement, la même face étant constamment exposée à la lumière. Cette structure bifaciale se retrouve dans le mésophylle qui est formé de deux tissus parenchymateux différenciés :
- le parenchyme palissadique, au contact de l'épiderme supérieur (face adaxiale), est constitué de cellules allongées, arrangées perpendiculairement à la surface foliaire, et très riches en chloroplastes. Leur disposition jointive laissant peu d'espaces intercellulaires et leur forme cylindrique avec les chloroplastes répartis à la circonférence optimisent la captation de l'énergie lumineuse. C'est dans cette couche épaisse d'une a cinq cellules que se réalise la plus grande part de la photosynthèse.
- le parenchyme lacuneux (ou spongieux), au contact de l'épiderme inférieur (face abaxiale), est constitué de cellules plus irrégulières et de larges espaces intercellulaires. Les lacunes entre les cellules forment des méats permettant la circulation et le stockage des gaz. Ce réseau aérifère est en contact avec l'air ambiant par l'intermédiaire des stomates qui régulent les échanges. L'organisation du système des méats est telle que la teneur en oxygène des zones les plus profondes de la plante n'est jamais inférieure à 50 % de celle de l'atmosphère. Bien que moins riches en chloroplastes, les cellules du parenchyme lacuneux sont photosynthétiques et bénéficient de la lumière résiduelle diffusée par les cellules palissadiques[3].

Schéma d'une coupe transversale de feuille de dicotylédone.

Chez beaucoup de monocotylédones, les feuilles sont dressées (graminées, liliacées...). On n'observe généralement qu'un seul type de parenchyme, plus ou moins lacuneux. 
Les plantes en C4 ont souvent une organisation particulière « en couronne », dite anatomie de type kranz (Kranz étant le terme allemand pour couronne) permettant d'améliorer la capture du CO2. Les feuilles sont généralement plus minces que chez les plantes C3 et les faisceaux conducteurs sont parallèles et proches les uns des autres. Chaque faisceau est entouré d'une couche de cellules jointives très chlorophylliennes nommée gaine périvasculaire. Cette gaine est elle-même entourée de cellules du mésophylle, à la disposition plus lâche. Il y a donc deux tissus photosynthétiques concentriques, dans le mésophylle et dans la gaine périvasculaire. L'alternance souvent observée de bandes claires et de traits sombres dans les feuilles des plantes C4 est liée à l'abondance de chloroplastes dans les cellules des gaines périvasculaires.